# La trinca del aire
La trinca del aire è un film del 1951 diretto da Ramón Torrado.

## Trama
La trinca del aire è formata da tre luogotenenti: Alberto, "Zanahoria" e "Jabato" tutti allievi della scuola di paracadutismo, amici tra loro ma rivali nell'amore. Alberto si innamora di Nati e subito scatta la gelosia mettendo in pericolo la grande amicizia che c'è.